# Геттон-ле-Гоул
Ге́ттон-ле-Го́ул (англ. Hetton-le-Hole) — місто та цивільна парафія у метропольному районі Сіті-оф-Сандерленд, Тайн-енд-Вір, Англія. Геттон-ле-Гоул знаходиться в історичному графстві Дарем. Автомагістраль A182 пролягає через місто, між Гоутон-ле-Спрінг і Ізінгтон Лейн (останнє межує з округом Дарем), біля A690 і поруч з A1(M). 
У 2001 році парафія, яка включає села Ізінгтон Лейн і Уорден Ло, мала населення 14 402 особи. Парафія також включає власне Геттон разом із Іст Рейнтон, Міддл Рейнтон (Вест Рейнтон є окремою парафією), Лоу Мурслі та Хай Мурслі. Вітряна електростанція, яка спочатку складалася з чотирьох дволопатевих генераторів змінного струму, забезпечує електроенергією національну електромережу . Оригінальні вітрові турбіни були замінені більшими трилопатевими версіями. Турбіни розташовані досить далеко від місцевих будинків, щоб не створювати жодних чутних перешкод.
У місті знаходиться вітрова електростанція «Great Eppleton Wind Farm», яка спочатку складалася з чотирьох дволопатевих генераторів змінного струму, і забезпечує електроенергією національну електромережу. Оригінальні вітрові турбіни були замінені більшими трилопатевими версіями. Турбіни розташовані досить далеко від місцевих будинків, щоб не створювати жодних чутних перешкод.

## Історія
У 1820-х роках Геттон-ле-Гоул, який тепер є віддаленою частиною міста Сандерленд, став найвідомішим містом-добувником вугілля у графстві Дарем і відіграв важливу роль в історії гірничої промисловості Північного Сходу Англії.